# Leuchtturmtender
Leuchtturmtender sind Arbeitsschiffe, die für die Versorgung und Wartung von Leuchttürmen auf kleinen Inseln oder Untiefen gebaut worden sind.
Für die bemannten Leuchttürme, die nicht vom Festland zu erreichen waren, wurden weltweit Leuchtturmtender eingesetzt. Sie hatten Kabinen und Laderäume um Leuchtfeuerwärter, Techniker, Material und Versorgungsgüter zu den abgelegenen Stationen transportieren zu können. Betrieben wurden diese Schiffe zum Beispiel von den Commissioners of Irish Lights, dem Trinity House und Northern Lighthouse Board und der United States Coast Guard.
Durch die Automatisierung der Leuchttürme ist der regelmäßige Personalaustausch entfallen und für die Wartung und Reparaturen werden zunehmend Hubschrauber eingesetzt. Reine Leuchtturmtender sind aus diesem Grund für viele Behörden nicht mehr rentabel und sie wurden im Laufe der Zeit durch vielseitigere Mehrzweckschiffe ersetzt, die die Aufgaben ebenfalls erfüllen können. Die nachfolgenden Bilder zeigen die Entwicklung dieses Schiffstyps auf.

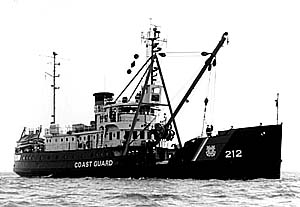
Fir US Coast Guard (1939–1991)
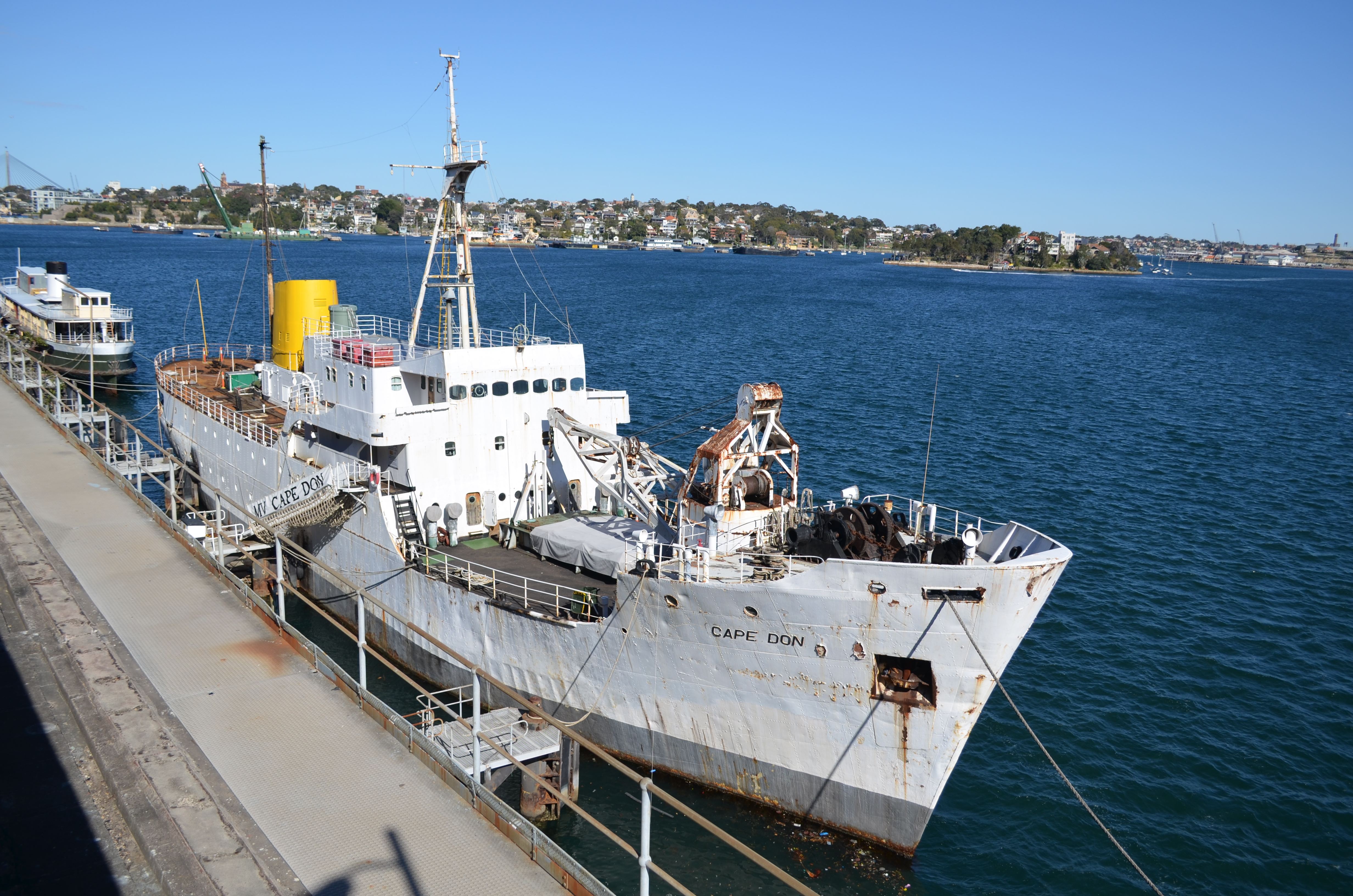
Cape Don Commonwealth Lighthouse Service (1962–1990)
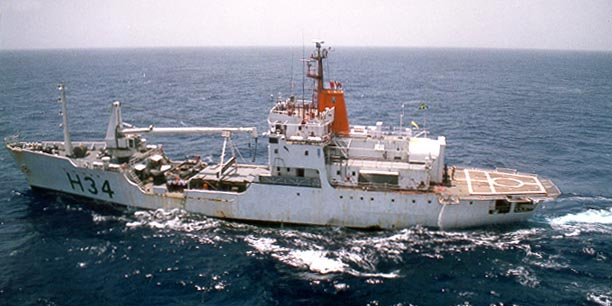
Almirante Graça Aranha Marinha do Brasil (seit 1976)
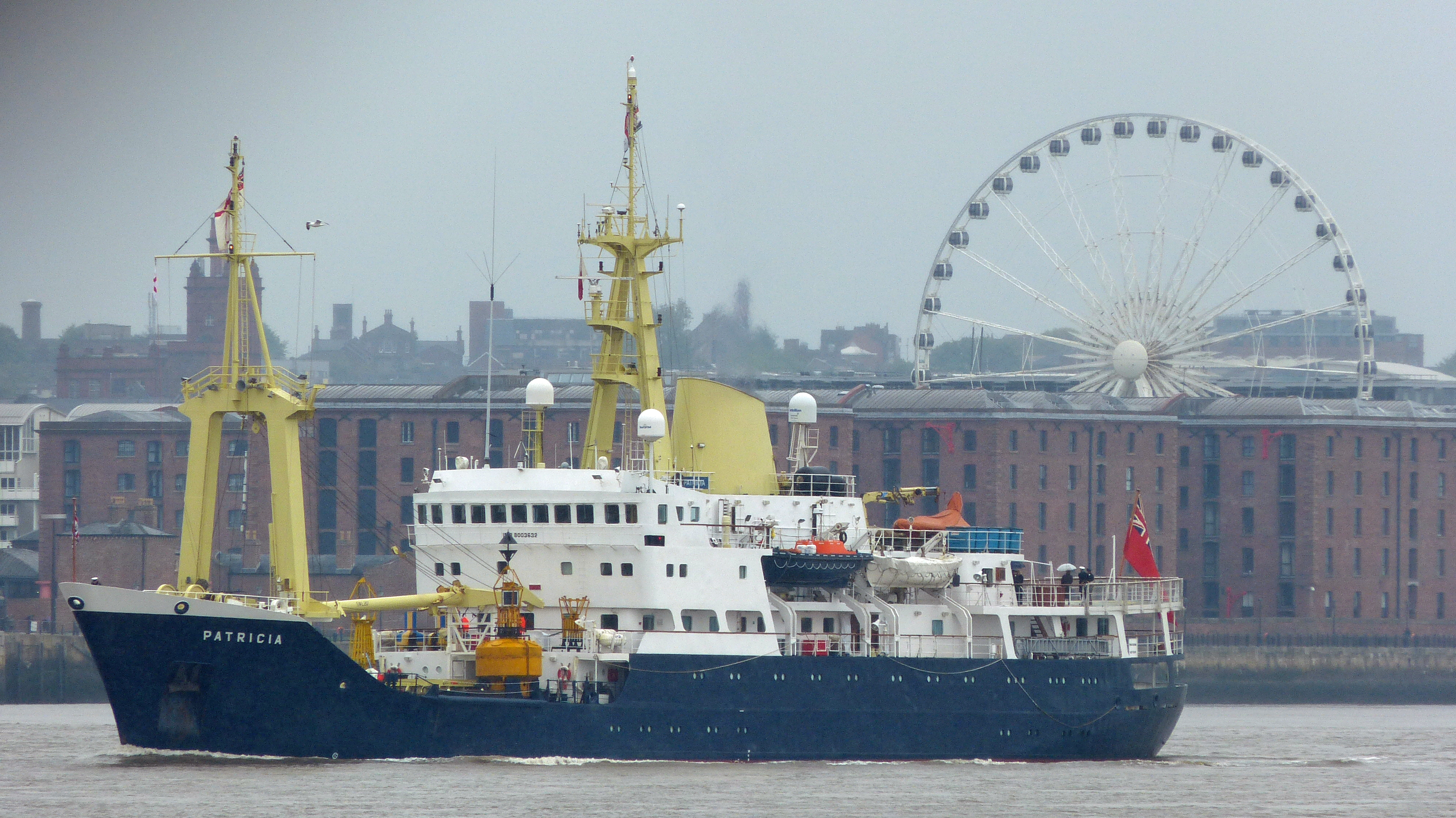
Patricia Trinity House (seit 1982)
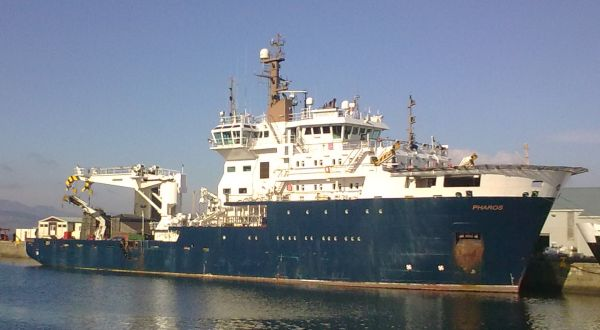
Pharos Northern Lighthouse Board (seit 2007)